# August Friedrich Pott
August Friedrich Pott (Nettelrede (ma Bad Münder am Deister része), 1802. november 14. – Halle, 1887. július 5.) német nyelvész, az összehasonlító nyelvészet egyik megalapítója.

## Élete
Eleinte Göttingenben filológiát tanult, majd tanár lett a cellei gimnáziumnál és Berlinben történt fölavatása után 1833-tól fogva mint az általános nyelvtudomány tanára működött Halléban élete végéig.

## Munkássága
Műveinek gazdag sorozatából kiemelendők: Etymologische Forschungen (Lemgo, 1833-36, 2 kötet); De Borussico-Lithuanicae tam in Slavicis quam Letticis linguis principatu (Halle, 1837-41, 2 értekezés); Die Zigeuner in Europe und Asien (uo. 1844-45, 1 kötet, a francia akadémiától Volney-féle pályadíjjal jutalmazott munka); Die quinare und vigesimale Zählmethode bei Völkern aller Weltteile (uo. 1847) és Die Sprachverschiedenheit in Europa, an den Zahlwörten nachgewiesen (uo. 1868); Die Personennamen (Lipcse, 1853, 2. kiad. 1859); Die Ungleichheit der menschlichen Rassen (Lemgo, 1856); Doppelung (Reduplikation, Gemination) als eines der wichtigsten Bildunsmittel der Sprache (Detmold, 1862); Anti-Kaulen vagy mitikus fogalmak a népeknek és nyelveknek keletkezéséről (uo. 1863); ehhez járul még a csaknem új munkának tekinthető átdolgozása az Etymologische Forschungen című munkának (10 kötet, Detmold, 1859-76), melynek 5-9. kötete Wörterbuch der indogermanischen Sprachen címmel majdnem egészen önálló egészet képez, a 10. kötet pedig a Bindseil készítette indexeket foglalja magában. Azonkívül értekezéseket írt Pott a Zeitschrift című folyóiratba, a Zeitschrift für vergleichende Sprachforschung címűbe, és 1876-ban kiadta megfelelő előszóval Wilhelm von Humboldt nagy művét: Über die Verschidenheit des menschlichen Sprachbaues.